# لسبیله (ایالت شاهزاده نشین)

لَسبیله یا لاس‌بیله (بلوچی: لسبیلہ) یکی از ایالت های شاهزاده نشین تحت‌الحمایه هند بریتانیا (و بعداً یک از ریاست‌های نوابی پاکستان) بود که تا سال ۱۹۵۵ بر قرار بود. این ایالت، مساحت ۱۸٬۲۵۴ کیلومتر مربع (۷٬۰۴۸ مایل مربع) از منتهی الیه جنوب شرقی منطقه بلوچستان را اشغال می‌کرد و در جنوب، خط ساحلی وسیعی در کناره دریای عرب داشت. لاس‌بیله از شمال و غرب با ایالت‌های نوابی کلات و ایالت شاهزاده نشین مکران هم‌مرز بود. در شرق آن ایالت سند و در جنوب شرقی اش منطقه فدرال پایتخت در اطراف شهر کراچی قرار داشت.

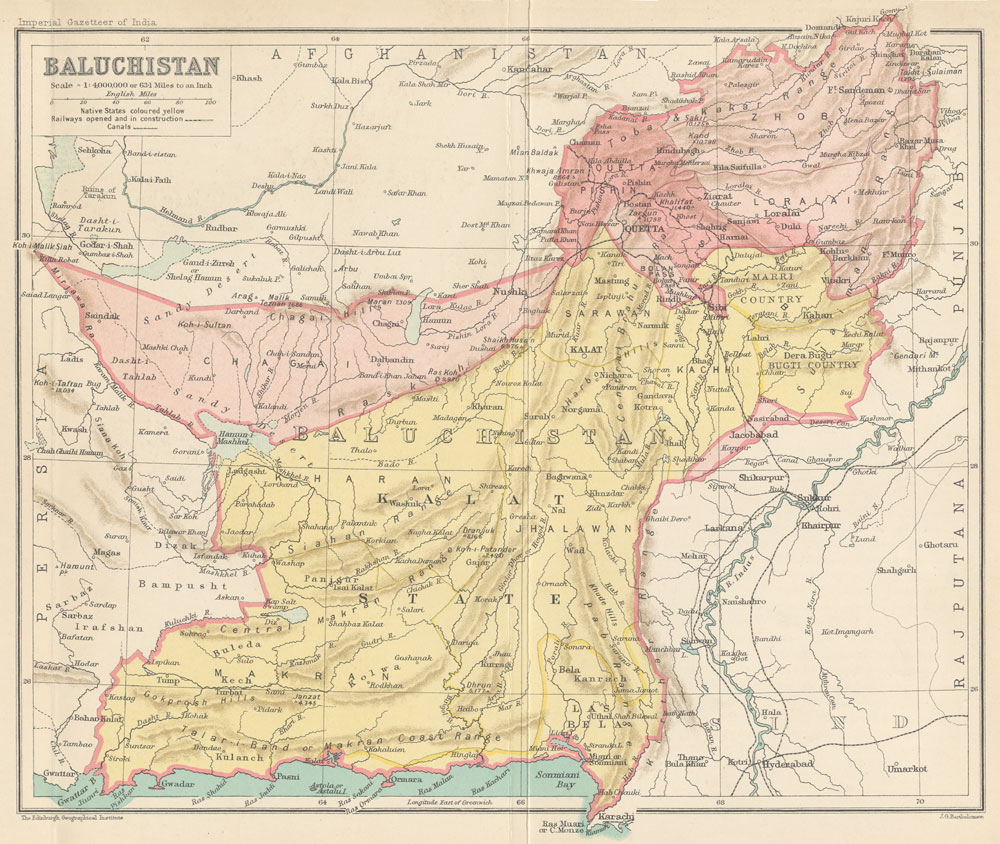
نقشه آژانس بلوچستان.

## همچنین ببینید
- بلوچستان

- ایالت بلوچستان

- تقسیمات کشوری پاکستان

- بلوچستان انگلیس

- خاران

- مکران (ایالت شاهزاده نشین)

- خانات کلات

- ناحیه لسبیله

- قلمرو پایتخت فدرال کراچی

- سیاست در پاکستان

- تاریخ پاکستان